# Oleg Khmelievski
Oleg Khmelievski (en biélorusse : Олег Хмелевский) est un joueur biélorusse de volley-ball né le 22 janvier 1985. Il mesure 1,95 m et joue réceptionneur-attaquant.

## Clubs
| Club                   | De | À |
| ---------------------- | -- | - |
| VK Chakhtior Salihorsk |    |   |

## Palmarès
- Championnat de Biélorussie
  - Finaliste : 2013